# Elisabeth Charlotte von Holzappel

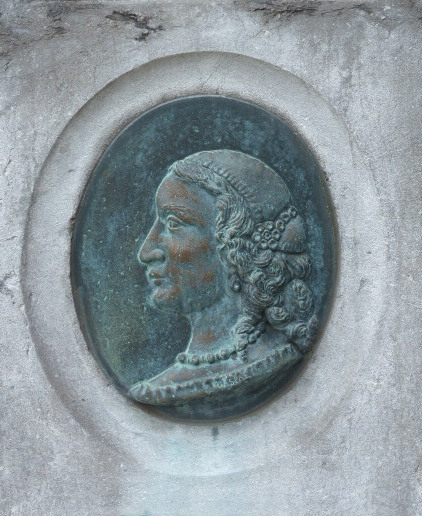
Elisabeth Charlotte Gräfin von Holzappel (1640–1707), Fürstin von Nassau-Schaumburg

Elisabeth Charlotte von Holzappel (* 19. Februar oder 29. Februar 1640 in Groningen; † 1707 auf Schloss Schaumburg) war Erbgräfin der Grafschaft Holzappel und durch Heirat Fürstin von  Nassau-Schaumburg.

## Leben
Elisabeth Charlotte war eine Tochter des Feldherrn Peter Melander von Holzappel und dessen Gemahlin Agnes geb. von Efferen gen. Hall. Am 5. oder 15. Mai 1640 wurde sie in der Klosterkirche Dorsten getauft. Ihr Vater, durch seine Verdienste im Dreißigjährigen Krieg reich geworden, kaufte im Jahr 1643 für 64.000 Taler vom Fürsten Johann Ludwig von Nassau-Hadamar die Herrschaft Esterau, die Kaiser Ferdinand III. daraufhin zur „Freien Reichsunmittelbaren Grafschaft Holzappel“ erhob. Elisabeth Charlotte wurde als Alleinerbin eingesetzt. Da sie beim Tod ihres Vaters im Jahre 1648 noch minderjährig war, übernahm ihre Mutter Agnes als Vormund die Verwaltung. Sie kaufte 1656 die angrenzende Burg und Herrschaft Schaumburg für 40.000 Gulden von der verarmten Grafschaft Leiningen-Westerburg hinzu. Mit dieser Erweiterung nannte sich die Grafschaft nunmehr Holzappel-Schaumburg.
Nach dem Tod ihrer Mutter Agnes im Jahr 1656 traten Elisabeth Charlotte und ihr Mann Adolf von Nassau-Dillenburg, den sie 1653 geheiratet hatte, die Herrschaft über die Grafschaft Holzappel-Schaumburg an. Als Adolf 1676 starb, wurde Elisabeth Regentin im ererbten Holzappel-Schaumburg, während Nassau-Dillenburg weitgehend unter die Regentschaft von Mitgliedern aus dem Haus ihres Mannes fiel. 1677 nahm sie Residenz auf der Schaumburg und ließ diese ausbauen. Von 1683 an ließ sie in Cramberg Silbermünzen prägen; allerdings lief der Münzbetrieb nur zwei Jahre lang und wurde nach mehreren Wiederaufnahmeversuchen 1689 ganz eingestellt.
Im Februar 1688 erhob die Elisabeth das Dorf Esten zur Stadt Holzappel und entließ die Bewohner aus der Leibeigenschaft. Holzappel erhielt das Markt- und Zunftrecht. Sie ließ im Stadtkern mehrere Wohnhäuser sowie 1697 ein Schulhaus und 1700 ein Armenhaus errichten. 1704 entstand ein neues Rathaus. Auch in den Dörfern der Grafschaft entstanden in dieser Zeit Schulhäuser. Zur Besiedlung ihrer Grafschaft warb sie zumeist protestantische Glaubensflüchtlinge aus Frankreich an. 1687 kamen einhundert Waldenser in die Grafschaft. Es zogen weitere Flüchtlinge aus Savoyen nach. Im August 1699 wurden unter ihnen zehn Bauplätze verlost, die später die Keimzelle des Dorfs Charlottenberg, benannt nach Elisabeth Charlotte, bildeten. Im Mai 1700 leisteten die Waldenser den Untertaneneid auf Elisabeth Charlotte.

## Familie und Nachkommen
Johann Ludwig von Nassau-Hadamar hatte die Absicht, seinen Sohn Johann Ernst mit Elisabeth Charlotte zu verheiraten, um so die Esterau wieder zurückzugewinnen. Nachdem Johann Ernst jedoch 1651 gestorben war, heiratete Elisabeth Charlotte 1653 Adolf von Nassau-Dillenburg, der 1654 nach seinem Vater den Fürstentitel annahm und sich fortan Fürst von Nassau-Schaumburg nannte. Elisabeth Charlotte wurde Fürstin von Nassau-Schaumburg. Aus der Ehe stammten die Kinder:
- Catharina (* 1659)
- Agnes (* 1660)
- Wilhelm Ludwig (* 1661)
- Ernestina Charlotte (* 1662; † 1732), ⚭ I) 1678 Wilhelm Moritz von Nassau-Siegen (* 1649; † 1691), ⚭ II) Friedrich Philipp von Geuder genannt von Rabensteiner († 13. Mai 1727), Rat und Hofmeister zu Bernburg
- Johanna Elisabeth (* 1663; † 9. Februar 1700), ⚭ 1692 Friedrich Adolf von Lippe-Detmold
- Louise Henriette (*/† 1665)
- Karl Heinrich (* 1670)
- Charlotte (* 1673; † 1700), ⚭ 1692 Lebrecht von Anhalt-Bernburg-Hoym.

1690 schloss Elisabeth Charlotte mit Charlottes Schwiegervater, Viktor I. von Anhalt-Bernburg, einen Ehevertrag, mit dessen Folge die anhaltische Nebenlinie Anhalt-Bernburg-Schaumburg-Hoym begründet wurde und diese Seite ein Mitspracherecht in der Grafschaft Holzappel erhielt. Nach Charlottes Tod trat ihr Sohn Viktor Amadeus Adolf ihr Erbe an.

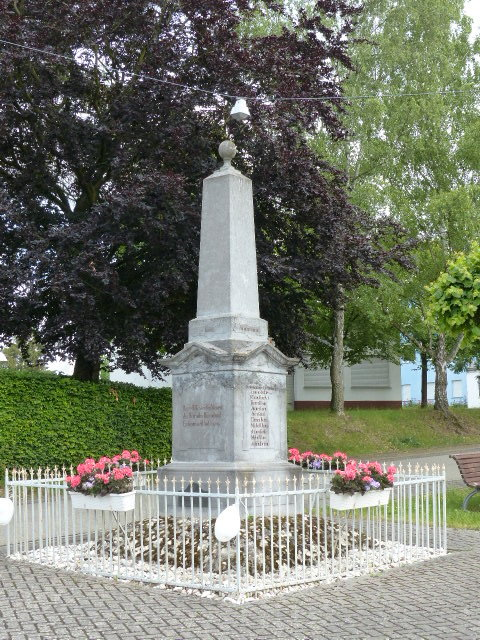
Waldenser-Denkmal in Charlottenberg, errichtet 1899 zu Ehren von Elisabeth Charlotte von Holzappel

Elisabeth Charlotte fand ihre letzte Ruhestätte in der „Melander-Gruft“ in der Johanneskirche in Holzappel, neben ihrem Vater.

## Nachwirkungen
1899 wurde in dem Dorf Charlottenberg ein Denkmal errichtet, das die Inschrift „Dem Glauben treu! Dem Andenken der edlen Gründerin von Charlottenberg – Die dankbaren Waldenser“ trägt.